# Брагинівська сільська територіальна громада
Брагинівська сільська територіальна громада — територіальна громада в Україні, у Синельниківському районі Дніпропетровської області. з Адміністративний центр — село Богинівка.

## Загальна інформація
Площа території — 287,4 км², населення громади — 3 974 особи (2020).

## Населені пункти
До складу громади увійшли села Богдано-Вербки, Богинівка, Водяне, Добринька, Зелений Гай, Коханівка, Нововербське, Новодмитрівка, Озерне, Олександрівка, Олександропіль, Осадче, Сонцеве, Старий Колодязь, Товсте, Успенівка, Хороше та Шевченка.

## Історія
Створена у 2020 році, відповідно до розпорядження Кабінету Міністрів України № 709-р від 12 червня 2020 року «Про визначення адміністративних центрів та затвердження територій територіальних громад Дніпропетровської області», шляхом об'єднання територій та населених пунктів Брагинівської, Олександропільської, Осадченської та Хорошівської сільських рад Петропавлівського району Дніпропетровської області.
19 липня 2020 року, в результаті адміністративно-територіальної реформи та ліквідації  Петропавлівського району, громада увійшла до складу новоутвореного Синельниківського району.